# Волосохохлый дронго
Волосохохлый дронго, или лирохвостый дронго, или индийский дронго (лат. Dicrurus hottentottus), — вид воробьиных птиц из семейства дронговых (Dicruridae).
Птица, передвигающаяся в небольших стайках, ведёт себя очень шумно.
Распространена в Азии: в Бангладеш, Брунее, Бутане, Индии, Индонезии, государствах Индокитая, Китае, Непале, Филиппинах. МСОП присвоил виду охранный статус «Вызывающие наименьшие опасения» (LC).

## Таксономия
В 1760 году французский зоолог Матюрен Жак Бриссон включил описание волосатого дронго в свою «Ornithologie» (Орнитологию), основанное на экземпляре, который, как он ошибочно полагал, был добыт у Мыса Доброй Надежды в Южной Африке. Он использовал французское название «Le choucas du Cap de Bonne Espérance» (Галка с мыса Доброй Надежды) и латинское «Monedula Capitis Bonae Spei». Хотя Бриссон предложил латинское название, оно было отвергнуто Международной комиссией по зоологической номенклатуре как не соответствующее биномиальной системе. В 1766 году Карл Линней издал обновлённое 12-го издание своего основополагающего труда «Systema Naturae». В него он включил 240 видов, ранее описанных Бриссоном, среди  них был и волосатый дронго. Приведя краткое описание и процитировав работу Бриссона, Линней предложил новое латинское  название Corvus hottentottus. Местонахождение типового экземплра много позже было уточнено как Чанданнагар в Западной Бенгалии. Видовое название hottentottus происходит от имени кочевого скотоводческого народа в юго-западной Африки «готтентоты» (самоназвание khaa или khaasen). Этот вид теперь относится к роду Dicrurus, который был предложен для дронго французским орнитологом Луи Пьером Вьейо в 1816 году.
В настоящее время признано двенадцать подвидов, хотя некоторые из них было предложено рассматривать, как отдельные виды:
- D. h. banggaiensis Vaurie, 1952 – острова Бангай (Пеленг и др.), восточный Сулавеси;[a]
- D. h.  borneensis (Sharpe, 1879)  – Борнео и остров Маратуа (архипелаг Дераван)[b]
- D. h.  brevirostris (Cabanis, 1851) – центральный и южный Китай, северная Мьянма и северный Индокитай
- D. h. faberi Hoogerwerf, 1962 – остров Панайтан на западе Явы[c]
- D. h.  guillemardi (Salvadori, 1894)	 – острова Оби, Северное Малуку[b]
- D. h.  hottentotus (Linnaeus, 1766) – Индия, центральная Мьянма и южный Индокитай.
- D. h.  jentincki (Vorderman, 1893)  – Бали, восточная Ява и некоторые острова в Яванском море[c]
- D. h.  leucops Wallace, 1865 – Сулавеси и близлежащие острова;[a]
- D. h.  pectoralis Wallace, 1863 – остров Сула, провинция Албай, Филиппины[b]
- D. h.  suluensis Hartert, 1902 – архипелаг Сулу, юго-запад Филиппин[b]
- D. h.  termeuleni (Finsch, 1907) – острова Серибу и острова в Джакартском заливе, северная Ява[c]
- D. h.  viridinitens (Salvadori, 1890) – Ментавайские острова, западная Суматра[b].

Несколько других бывших подвидов теперь признаны отдельными видами или подвидами других видов в комплексе видов: Dicrurus menagei и Dicrurus palawanensis (включая подвид D. p. cuyensis).

## Комментарии
1. 1 2  Было предложено признать  формы leucops и banggaiensis в качестве отдельного вида с двумя подвидами[13]
2. 1 2 3 4 5  Было предложено рассматривать как отдельные виды[13]
3. 1 2 3  Было предложено рассматривать формы faberi, jentincki и termeuleni как отдельный вид с тремя подвидами[13].